# Stomatodexia tinctisquamae
Stomatodexia tinctisquamae là một loài ruồi trong họ Tachinidae.